# The Devil's Gift
The Devil's Gift es una película de terror de 1984 dirigida por Kenneth J. Berton. La trama de la película es similar a la del cuento corto El mono de Stephen King, lo que lleva a muchos a creer que los cineastas plagiaron la historia. En 1996, Berton reeditó la película como la segunda historia de Merlin's Shop of Mystical Wonders, una película de terror y fantasía.

## Reparto
- Bob Mendelsohn como David Andrews.
- Struan Robertson como  Michael Andrews.
- Bruce Parry como  Pete.
- Vicki Saputo como Susan.
- Madelon Phillips como Adrianne.
- J. Renee Gilbert como abuela.
- Olwen Morgan como Elmira Johnson.
- Barry Chandler como hombre en el auto.
- Ángeles Olazábal como chica en bicicleta.